# Judith Deutsch-Haspel
Pour les articles homonymes, voir Deutsch.
Judith Deutsch-Haspel (née Judith Deutsch née le 18 août 1918 à Vienne - 20 novembre 2004 à Herzliya, Israël) est une championne de natation et détentrice de records féminins autrichiens de nage libre moyenne et longue distance en 1935.

## Biographie

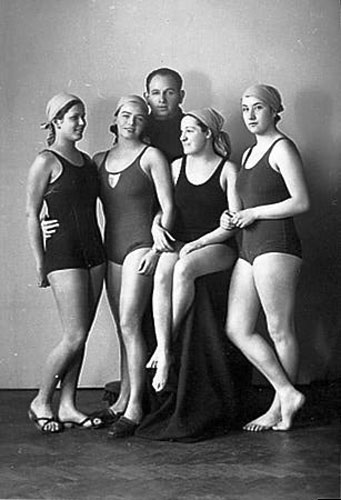
Nageuses Hakoah Vienna à gauche : Judith Deutsch, Hedy Bienenfeld, Coach Zsigo Wertheimer, Fritzi Löwy, et Luci Goldner

Elle commence la natation de compétition à Hakoah Vienna, un club sportif juif où elle a rapidement remporté des compétitions de natation sur les moyennes et longues distances et des records nationaux. En 1935, elle acquiert une reconnaissance nationale en étant élue "Athlète féminine autrichienne exceptionnelle de 1935" par l'Autorité autrichienne des sports.
En 1936, ses performances lui permettent d'être sélectionnée pour représenter l'Autriche aux Jeux olympiques de Berlin. Avec ses coéquipières dont Ruth Langer (1921-1999) et Lucie Goldner (1918-2000), elle refuse d'y participer pour protester contre la politique antisémite et nazie d'Adolf Hitler . Son engagement lui vaut d'être exclue par la suite des compétitions sportives et ses performances sont effacées des archives officielles. 
En 1939, les nazis ferment le club de natation, ce qui contraignent ses membres à quitter le pays. Judith Deutsch émigre en Palestine mandataire, où elle participa aux Jeux de Maccabiah  et devint championne nationale israélienne.

### Reconnaissance
En 1981, elle est intronisée au Temple de la renommée des sportifs juifs internationaux en tant que représentante des nombreux athlètes du monde entier qui ont eu l’opportunité de concourir aux Olympiades de 1936, mais a refusé de le faire pour protester contre la politique allemande envers les Juifs et les autres minorités. 
En 1995, le parlement autrichien lui présente ses excuses et annule les sanctions qui lui avaient été imposées.
En 2004, elle décède à l'âge de 86 ans à Herzliya.